# SFセミナー
SFセミナーは、1980年以降、毎年ゴールデンウィークに東京で開かれるSFコンベンション。いわゆるサーコン系のコンベンションとして、西の京都SFフェスティバル（1982年〜）とともに長い歴史を持つ。

## 沿革
- 1977年 神戸で「関西海外SF研究会（KSFA）」によって、前身となる「海外SFセミナー」が開催される[1]。
- 1980年 当時東京理科大学SF研究会に在籍していた牧眞司らにより開催される。
  - 以降、毎年春に開催されるようになる。
- 2001年 には、特別編と本編の2回が開催された。